# Harbke
Harbke là một đô thị ở huyện Börde thuộc bang Sachsen-Anhalt, nước Đức. Đô thị Harbke có diện tích 18,92 km², dân số thời điểm ngày 31 tháng 12 năm 2006 là 1878 người.